# Red Bull Records
Red Bull Records is een onafhankelijk platenlabel, gesitueerd in Californië. Het label is opgericht door Red Bull, en begon als kleine opnamestudio waar indie-bands gratis opnametijd hadden. Voormalig marketing vicepresident van Atlantic Records, David Burrier, heeft momenteel de leiding over Red Bull Records en Merrideth Chinn, voormalig A&R bij Warner Bros. Records doet dit nu voor Red Bull Records.

## Artiesten
- Awolnation
- Beartooth
- Black Gold
- Blitz Kids
- Five Knives
- Heaven's Basement
- Innerpartysystem (tot 2011)
- Jonny "Itch" Fox
- New Beat Fund
- Twin Atlantic